# Dendrobium velutinelabrum
Dendrobium velutinelabrum är en orkidéart som beskrevs av Mark Alwin Clements och James Edward Cootes. Dendrobium velutinelabrum ingår i släktet Dendrobium, och familjen orkidéer.
Artens utbredningsområde är Filippinerna. Inga underarter finns listade i Catalogue of Life.